# Huron (Kalifornia)
Huron város az USA Kalifornia államában, Fresno megyében. Lakosainak száma 6206 fő (2020. április 1.).

## Népesség
A település népességének változása:

| 2010 | 6 754 |
| 2020 | 6 206 |